# عملية الفارس الشهم 1
عملية الفارس الشهم 1 هي عملية إجلاء انساني أطلقتها دولة الإمارات العربية المتحدة في عام 2021 لإجلاء آلاف الأشخاص من أفغانستان، وذلك عقب التطورات السياسية والأمنية التي شهدتها البلاد. حيث قامت بإجلاء وإيواء عدد كبير من العالقين في ظل الظروف المتدهورة.

## خلفية العملية
في أغسطس 2021، شهدت أفغانستان تغيرات جذرية تمثلت في سيطرة حركة طالبان على العاصمة كابول، مما أدى إلى حالة من الاضطراب الأمني وعدم الاستقرار السياسي. أثارت هذه الأحداث قلقًا عالميًا حول سلامة المواطنين الأفغان والمقيمين الأجانب، خاصة من الدبلوماسيين والعاملين في منظمات دولية والناشطين الحقوقيين. استجابةً لهذه التطورات، أطلقت دولة الإمارات عملية الفارس الشهم 1 بهدف توفير ممر آمن للإجلاء الإنساني.

## تفاصيل العملية و النتائج
نجحت عملية الفارس الشهم 1 في إجلاء أكثر من 36,500 شخص من أفغانستان، شملت مواطنين أفغان ورعايا من دول آخرى. كما استضافت دولة الإمارات 5,000 أفغاني في أراضيها لفترة انتقالية قبل توجههم إلى وجهات أخرى، ووفرت لهم الدعم الإنساني والخدمات الأساسية.
بالإضافة إلى ذلك، قامت الإمارات بدور محوري في تسهيل عمليات الإجلاء عبر مطاراتها، حيث سهلت مغادرة أكثر من 28,000 شخص من رعايا الدول المختلفة، إلى جانب استقبال 8,500 شخص وصلوا على متن رحلات الإجلاء التي نظمتها الناقلات الوطنية.

## انظر ايضا
عملية الفارس الشهم 2
حركة طالبان
تسليم كابل